# 臺灣登山運動
台灣因地形特殊，面積三萬六千平方公里，超越三千公尺山頭兩百餘座，是全世界高山密度最高的島嶼。北迴歸線橫貫其間，緯度低但山高，兼有亞熱帶、溫帶、寒帶生態。生物多樣性也是全球平均百倍。

## 早期
原住民居住山地，但對山頂常視為神聖領域而少進入。日治時期，日人以玉山、雪山高度高過富士山、命名新高山、次高山。日籍學者受源自歐洲的登記熱潮影響，以文明登頂名銜，探勘、整理台灣島上的動植物。民間也成立社團，登山活動也拓展到民間。第二次世界大战期間，登山活動暫時沉寂。
1945年，國民政府接收台灣，對登山活動並不支持。但民間延續日治時期基礎，仍然持續高山攀登。1946年5月4日，由日治台灣山岳會幹事平澤龜一郎暫代主席，開會決議將相關會務委任台籍會員，平澤並轉交一支冰斧及兩條登山繩索，做為傳承象徵，移交後，會名仍稱「台灣山岳會」。1947年5月，台北市參議會議長周延壽及蔡禮樂、謝永河、林樹封等，發起組織「台灣省山岳會」，並接管日治時期成立，卻因戰爭而停頓的台灣山岳會，此即「中華民國山岳協會」前身。

## 中期
- 1953年，救國團舉辦大專生「玉山登峰探險隊」，這可能是戰後第一次有組織的學生高山登山活動。

- 1969年2月15日，曾任「中國青年登山協會」總幹事的韓漪，創辦《野外》雜誌（1987年12月停刊）。

- 1971年7月，由清華大學柏盛亨領隊的登山隊，一行在奇萊山區遭遇颱風大雨，不幸有5人罹難。

- 1971年10月，岳界中央山脈大縱走活動，北隊由南湖群峰，南隊由卑南主山起步，在七彩湖會師。

- 1972年8月，邱高事件。

- 1972年12月5日，林文安、蔡景璋、邢天正及丁同三等，於羊頭山頂慶祝「百岳俱樂部」成立。

- 1976年7月，政治大學登山隊發起人之一陳遠建，創辦《戶外生活》雜誌（1986年停刊）。

- 1976年，台大登山社呂志廣等發現松蘿湖後，延續自百岳開拓精神的中級山探勘，逐漸成社內主流。

- 1978年，戶外生活圖書公司出版《台灣百岳全集》，由謝文誠主筆，帶動「百岳登峰」登山熱潮。
- 1988年，防範山難與加強登山救護，玉山國家公園管理處首度舉辦「山難防救研討會」，其後擴大舉辦改為「全國登山研討會」每年辦理至今。
- 1993年5月2日，江永達、蔡尚志、梁金梅、劉紀滿，首登西藏卓奧友峰(世界第六高峰)，領隊謝長顯、隊長梁明本、隊員賴滿足未登頂，全隊共7人，創下首次臺灣自組隊攀登8,000公尺高峰的紀錄。[1]
- 1993年5月5日，中國登山協會副主席曾曙生(大陸領隊)，李淳容(臺灣領隊)，隊長張銘隆，隊員伍玉龍、邵定國、黃德雄、吳泂俊、周德九共8人，組成中國與台灣攀登珠穆朗瑪峰(世界第一高峰)聯隊，隊員吳錦雄為臺灣人首登。[2]
- 1995年5月12日，台灣自組隊由趙永清領隊與隊員梁明本、塗武成、賴滿足、麥覺明、郭春霞、林逸民、許祥麟、許志成、游寶環、黃德雄共13人攀登珠穆朗瑪峰。江秀真為台灣女性首登。[3]
- 1996年5月10日，台灣自組隊由謝長顯領隊與隊員高銘和、鄭榮窗、林道明、吳明忠、高天賜、謝祖盛、蘇怡寧、劉貞秀、陳玉男共10人攀登珠穆朗瑪峰，當時發生近年最慘烈的山難1996年珠穆朗瑪峰事故，高銘和成功登頂但身上多處凍傷，陳玉男則是不幸罹難。

## 現代
- 2006年到2009年，由伍玉龍、江秀真、黃致豪、謝穎泝、陳仲仁、黃博政等登山好手組成歐都納世界七頂峰攀登隊，完成世界七頂峰的攀登。[4][5]

- 2009年5月19日，攀登隊隊員伍玉龍、江秀真與黃致豪於中午12時35分登頂珠穆朗瑪峰。[6]

- 2011年4月29日，李小石「發願媽祖登頂全球八千計畫」登頂馬納斯盧峰(世界第八高峰)，為台灣人首登。[7]

- 2013年5月17日，李小石「發願媽祖登頂全球八千計畫」登頂洛子峰(世界第四高峰)，為台灣人首登，於下山時不幸罹難。[7]

- 2014年7月24日，歐都納八千米計畫由吳夏雄隊長與隊員陳國鈞、林文逸、連志展共7人攀登布洛德峰(世界第十二高峰)，張元植 (無氧攀登)、呂忠翰 (無氧攀登) 、黃文辰 (無氧攀登)為台灣人首登。

- 2017年9月16日，台灣自組隊張元植與呂忠翰兩人攀登馬納斯盧峰，呂忠翰為台灣人無氧攀登首登，張元植高山反應攀至7400公尺撤退。

- 2018年7月9日，呂忠翰 (無氧攀登)攀登南迦帕爾巴特峰(世界第九高峰)，為台灣人首登。

- 2019年5月15日，呂忠翰 (無氧攀登)、張元植、詹喬愉攀登馬卡魯峰(世界第五高峰)，為台灣人首登。

- 2021年4月16日，呂忠翰 (無氧攀登)攀登安納普納峰(世界第九高峰)，為台灣人首登。

## 參與者

### 社會團體
- 台灣山岳會：於1926年11月17日由沼井鐵太郎發起、駒高常擔任代表，舉辦登山活動及講習[8]，並發行《臺灣山岳》雜誌及機關誌《臺灣山岳彙報》。[9][10]
- 中華民國山岳協會：前身為1926年成立的台灣山岳會，1937年由臺灣省山岳會接管，1950年5月10日改組為「臺灣省體育會山岳協會」，同年10月4日，更改為「中華全國體育協進會山岳委員會」，並正式立案體育社團。1971年為慶祝中華民國建國六十年舉辦「中央山脈南北會師縱走」於七彩湖會師成功。[11]
- 中華健行登山會：前身為中國青年登山協會，於1968年底改組，至1969年5月6日成立。[12]

### 學生團體[13]
- 國立臺北科技大學登山社：前身為1932年由千千岩助太郎創辦「台北工業學校山岳部」，後中斷直至1965年成立台北工專登山社。[14]
- 國立臺灣大學登山社：於1959年成立，長期探索台灣山區，著有《南湖記事-宜蘭大濁水溪流域探查足跡》、《白石傳說-泰雅族發源聖地採勘手記》、《南南山語：大小鬼湖區域探勘手記》、《丹大札記》等探勘紀錄，其校友成立「山谷登山會」。[15]
- 中國文化大學華岡登山社：於1963年成立，培養出多位登山家如吳夏雄、詹喬愉等。[16]
- 淡江大學登山社：於1964年成立
- 逢甲大學萬里登山社：於1964年成立
- 國立臺北大學登山社：前身為1964年成立興大法商登山社，2000年因學校改制而更名為台北大學登山社。
- 國立臺灣師範大學登山社：於1964年成立
- 高雄醫學大學登山社：於1966年10月16日成立，1980年完成中央山脈南北縱走。[17]
- 清華大學登山社：於1968年成立
- 成功大學登山協會：簡稱成大山協，於1968年改組，前身為1964年成立的中國青年登山協會成大分會。
- 東吳大學登山社：於1968年成立[18]
- 輔仁大學登山社：於1969年成立[19]
- 中原大學登山社：於1970年成立
- 國立政治大學登山隊：於1971年成立，其校友於1977年成立「523登山會」。[20]
- 國立臺灣海洋大學山嵐登山社：於1972年成立
- 高雄科技大學建功校區海嘯登山社：於1972年成立[21]
- 東海大學登山社：於1975年成立，著名成員有吳雲天、林微梅等。
- 屏東科技大學綠谷登山社：於1975年5月29日成立
- 國立中央大學登山社：於1975年成立[22]，著名成員有邱俊穎（蚯蚓，地圖產生器創作者）、林文龍、崔祖錫、鄭勝文、劉以德。
- 中國醫藥大學奇峰登山社：於1978年成立，後於1985倒社，1987年復社，著名成員有王士豪（山區PAC計畫）。[23]
- 國立中山大學山野社：於1980年成立
- 國立暨南國際大學登山社：於1998年成立
- 高雄科技大學第一校區星野登山社：於2003年成立，創立初期為悠遊社，後經社團指導老師建議而更名為登山社。[24]